# Mladen Bestvina
Mladen Bestvina (né en 1959) est un mathématicien croato-américain travaillant sur le domaine de la théorie géométrique des groupes. Il est professeur émérite au Département de mathématiques de l'Université de l'Utah.
Mladen Bestvina est triple médaillé aux Olympiades internationales de mathématiques (deux médailles d'argent en 1976 et 1978 et une médaille de bronze en 1977).